# 론강의 별이 빛나는 밤
《론강의 별이 빛나는 밤》(프랑스어: La Nuit étoilée, 영어: Starry Night Over the Rhône)은 빈센트 반 고흐가 아를의 밤을 그린 그림 중 하나이다. 1888년 9월, 고흐는 이 그림을 고흐가 당시 임대하고 있었던 아를의 라마르틴 광장에 위치한 노란 집에서 도보로 불과 1~2분 거리에 있는 론강 강둑에서 그렸다. 현재 이 작품은 파리의 오르세 미술관에 소장되어 있다. 이 작품 외에도 밤하늘과 밤의 빛의 효과는 반 고흐의 다른 대표작에서도 볼 수 있는데, 그중에는 《밤의 카페 테라스》(같은 달 초에 그린 그림)와 1889년 6월 생레미드프로방스에서 그린 《별이 빛나는 밤》이 있다.
이 그림의 스케치는 반 고흐가 1888년 10월 2일에 친구인 외젠 보흐에게 보낸 편지에 적혀져 있다.
《론강의 별이 빛나는 밤》은 1889년 파리의 독립 예술가 협회 연례 전시회에 고흐의 동생 테오가 《아이리스》와 함께 제출하여 처음 전시되었다.

## 배경

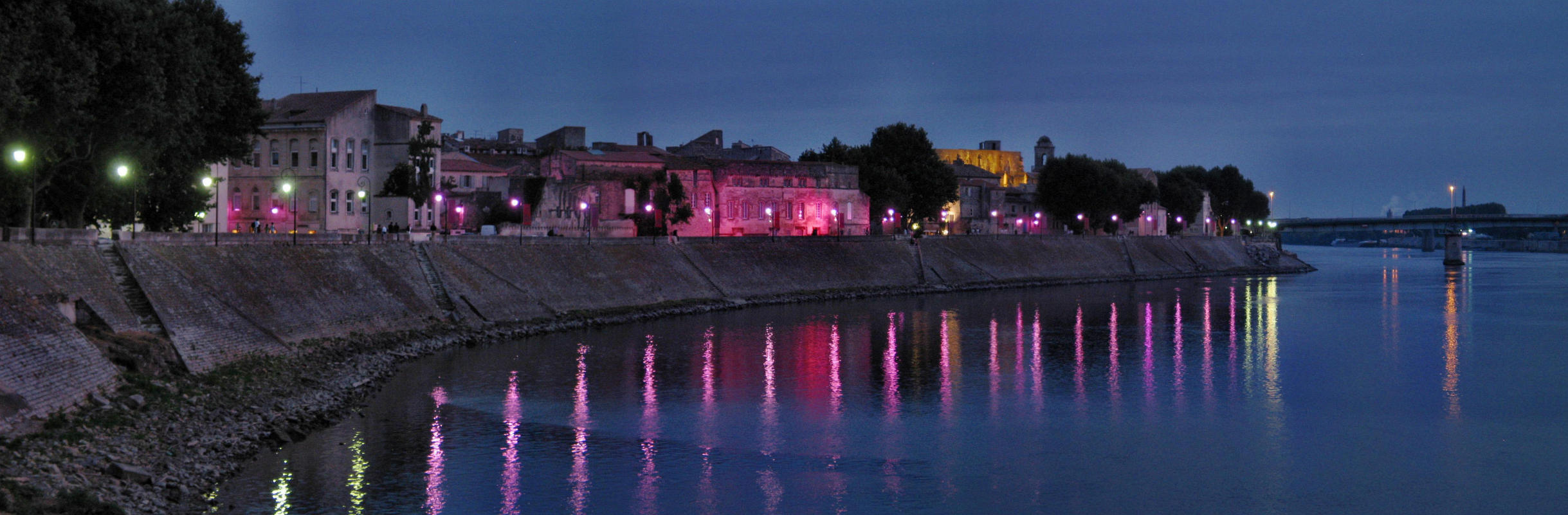
《론강의 별이 빛나는 밤》의 구도와 유사한 프랑스 론강의 경관, 2008년

이 작품의 배경은 론강의 동쪽 부두에서 서쪽 강둑을 향해 흐르는 강의 무릎쪽을 바라보는 풍경이다.  작품의 시점은 다음 좌표 지점과 유사하다. 북위 43° 40′ 57″ 동경 4° 37′ 49″ / 북위 43.682367°  동경 4.630287° 북쪽에서 내려오면서 론강은 이 지점에서 오른쪽으로 꺾여 아를이 자리 잡은 바위를 둘러싸고 있다. 작품을 바라보는 시선으로는 왼쪽에 있는 생 줄리앙과 생트로핌의 탑에서 동쪽 강둑을 따라 오른쪽에 있는 서쪽 강둑의 트랭크타유 교외와 아를을 연결하는 철교까지 올라간다. 이는 라마르틴 광장에서 남서쪽을 바라보는 전망을 의미한다. 그러나 아래에서 언급한 바와 같이 이 별은 큰곰자리의 북두칠성으로 묘사된 별과 일치하지 않는다.

## 기원

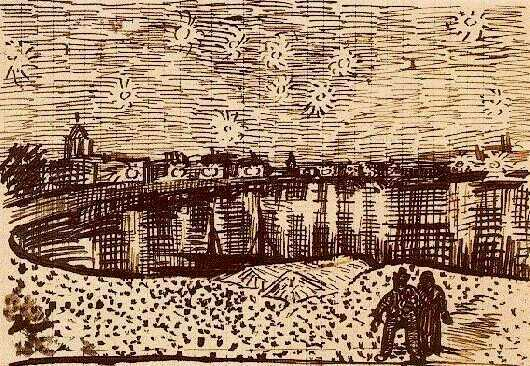
1888년 10월 2일 친구 외젠 보흐에게 보낸 편지에 그려진 스케치, 반 고흐 미술관 소장

고흐는 자신의 동생 테오 반 고흐에게 보낸 편지에서 이 작품을 다음과 같이 설명했다.
30제곱 캔버스에는 작은 스케치들을 그렸어. 가스등 불빛과 별이 빛나는 밤하늘이야. 하늘은 청록색이고, 물은 로얄 블루이며, 땅은 보라색이야. 마을은 파란색과 보라색이야. 가스등 불빛은 노란색이고 반사되는 불빛은 녹색 청동색까지 내려가는 붉은색 금색이야. 청록색 들판의 하늘에서 큰곰자리는 반짝이는 녹색과 분홍색이고, 그 은근한 창백함은 가스등 불빛의 강렬한 금색과 대조돼. 전경에는 두 개의 알록달록한 연인들의 모습이 비쳐져 있어.

사실, 그림에 묘사된 풍경은 북쪽에 있는 큰곰자리에서 반대쪽을 향하고 있다.

## 밤의 색상
고흐는 밤에 그림을 그리는 것에 흥미를 느꼈다. 별이 빛나는 밤에 그림을 그리면 론강의 반짝이는 푸른 물 위로 아를의 가스등이 반사되는 모습을 포착할 수 있었다.
고흐에게는 색상을 묘사하는 것이 매우 중요했다. 그는 동생 테오에게 보낸 편지에서 종종 색채의 관점에서 그의 그림에 있는 물체들을 묘사했다. 《론강의 별이 빛나는 밤》을 포함한 그의 야간 그림은 당시에 새로운 인공 조명(가스등)과 밤하늘의 반짝이는 색을 포착하는 데 중점을 두었다는 것에 의의를 둔다.